# Kuniko Tsurita
Kuniko Tsurita (つりたくにこ, Tsurita Kuniko), née le 25 octobre 1947 à Takasago et morte le 14 juin 1985, est une mangaka japonaise. Elle est la première femme publiée dans la revue Garo.

## Biographie
Tsurita a travaillé un mois dans le studio de Shigeru Mizuki.
Elle publie dans Garo pour la première fois en 1965, alors qu'elle n'est pas encore professionnelle, ce qui est inhabituel pour la revue.
Sa dernière histoire, Flight, rédigée lors d'un séjour à l'hôpital, est parue dans le Young Jump.
Elle meurt le 14 juin 1985 des complications d'un lupus.

## Style et thèmes
Tsurita joue de façon très originale et personnelle du noir et blanc.
Tsurita est une auteure de gekiga. Son œuvre s’insère dans les débats intellectuels et révolutionnaires de la gauche au Japon des années 1960 et 1970.
Elle aborde dans ses histoires les thèmes du harcèlement et de la misogynie, ainsi que ceux de la mort et de la solitude. Avec certains de ses personnages, elle joue de l’ambiguïté des genres ; on ne sait s'ils sont hommes ou femmes.

## Œuvre
- Furaito Tsurita Kuniko sakuhin-shū (フライト　つりたくにこ作品集?) (2010) (Seirin Kōgeisha)  (ISBN 978-4883793211)

### Traductions en langues occidentales
- (it) Flight, tr. par V. Filosa (2019) (Coconino Press)  (ISBN 9788876184345)
- (en) The Sky is Blue with a Single Cloud (en), tr. par Ryan Holmberg (2020) (Drawn & Quarterly Publications)  (ISBN 9781770463981)
- (fr) L'Envol, tr. par Léopold Dahan (2021) (Atrabile) 496 pp.  (ISBN 978-2-88923-101-0)